# 1055-ös busz
Az 1055-ös jelzésű autóbuszvonal Budapest, Tiszaújváros, Tiszavasvári, Vásárosnamény és Beregsurány között húzódó országos vonal, amelyet a MÁV Személyszállítási Zrt. üzemeltet.

## Útvonala
A budapesti XIV. kerületi, a Puskás Ferenc Stadion melletti autóbusz-pályaudvarról indul, a főváros 3 legnagyobb autóbuszos végállomásának egyikéről. Útját északnyugati irányban, a Hungária körúton kezdi el, párhuzamosan az 1-es és 1A jelzésű villamosvonalakkal. Útját Rákosrendező vasútállomás közelében, a Kacsóh Pongrác úton folytatja, Rákospalota felé hagyja el a fővárost, immáron az M3-as autópályán.
Az autóbuszok expresszjáratokként közlekednek, az M3-as autópályán 144 kilométert, a Borsod-Abaúj-Zemplén megyei M30-as autópályán 13 kilométert, majd a 35-ös főúton 11 kilométert tölt Nagycsécsen és Sajószögeden keresztül, ily módon éri el a megye egyik legnagyobbik városát, mely egyben járásközpont és iparlétesítményekkel rendelkező település is: Tiszaújvárost. Kizárólag a központjában elhelyezkedő buszállomását érinti, majd halad is tovább változatlanul a főúton, a város külterületi részében, át a Tiszán, Tiszapart városrészének közelében és immáron Hajdú-Bihar megyében. Következőnek Polgárt keresi fel, a kisvárost észak-déli irányban keresztezve. Polgárról több irányba is vezet közút, Tiszaújváros, Tiszavasvári, Hajdúnánás, Görbeháza és Tiszacsege felé is, az 1055-ös buszok Tiszavasvári irányába közlekednek, több távolsági busszal egyúton. Az észak-alföldi régióra jellemző síkság tekinthető meg itt is, a térség körbeövezve csatornarendszerekkel, valamint mezőgazdálkodásra alkalmas területekkel. A vonal 200. kilométerén a vonal felezőállomására tér, Tiszavasváriba. Az eléggé nagy jelentőséggel bíró településen végállomásozik a legtöbb busz, Szabolcs-Szatmár-Bereg megye csücskében térnek nyugóvóra, hiszen már eddig 3 óra a menetidő a fővárosból.
Az ország keleti felében átívelő vonalban egy 100 kilométeres szünet jön megállást tekintve, Tiszavasváriból Hajdúnánás felé veszi irányát és tovább megy az M3-as sztrádán. Kikerüli egész Nyíregyházát és Nagykállót is, a Nyírmada-Pusztadobos-Nyírparasznya-Nagydobos községek környékén elhagyja a pályát. A 41-es főúton irányul be Vásárosnaményba, az újabb Tiszaparti nagyvárosnak vasútállomását és centrumát is felfűzi útvonalára. A túlparton Gergelyiugornya településrészében (valamint a vele szomszédos Jánd közelében) is megállást tesz. Az ország eléggé távoli régióiban már minden településen megáll, így Tákoson, a főcsatornák övezte Csarodán, legvégül az ukrán határ mintegy pár száz méterre fekvő falujában, Beregsurányon végállomásozik a több száz kilométert megtevő járat.

## Közlekedése
Indításai nem mindennap és nem mindig ugyanakkor történnek. Az emelt sebességű járművek a hajnali, délelőtti órákban Tiszavasváriból és Beregsurányból (egyetlen vasárnapi járat délután indul), a délutáni, esti órákban Budapestről indulnak.
Budapesten belül odairányban felszállás, ellentétes irányban leszállás, Vásárosnaménytől odairányban leszállás, ellentétes irányban felszállás vehető kizárólag igénybe.

### Üzemeltetése
Az 1055-ös buszok által felkeresett helyszínek nem kizárólag ezzel a vonallal voltak elérhetőek. Budapest és Tiszaújváros kapcsolata az 1059-es autóbuszokkal (és az 1057-es buszokkal is, de Mezőkövesd, Mezőcsát felé) is biztosított volt 2020-ig, Budapest és Nyíregyháza kapcsolata szintén eddig az évig, szintén ezzel a járattal. Az 1055-ös buszok üzemeltetője kezdetektől (2020) a Trans-Tour 90 Kft. volt, azonban a 2025-ben megalakult MÁV Személyszállítási Zrt., Magyarország autóbuszos és vasúti tömegközlekedésének együttes társasága 2025. április 1. dátummal több, eddig egyéb cégek által indított buszjáratok üzemeltetését átvette, ennek eredményeképp jelen autóbuszvonalét is.

### Törzsjárművei
Budapest, Tiszavasvári és Beregsurány között eddig Mercedes, Neoplan és Setra autóbuszok voltak a jellemzőek. Hogy az elkövetkezendő időszakban mi várható, az nem bizonyos, de nagy a valószínűsége a megszokott autóbuszok közlekedtetése, a meglévőek mellett Credo, Iveco, Volvo járművek is előfordulhatnak.
| Viszonylat                                           | Indításszám | Közlekedési rend                  |
| ---------------------------------------------------- | ----------- | --------------------------------- |
| Budapest, Stadion aut. pu. – Tiszavasvári, posta     | 1 oda       | a hetek első munkanapján          |
| Budapest, Stadion aut. pu. – Tiszavasvári, posta     | 1 vissza    | a hetek utolsó előtti munkanapján |
| Budapest, Stadion aut. pu. – Tiszavasvári, posta     | 1 oda       | a hetek utolsó munkanapján        |
| Budapest, Stadion aut. pu. – Tiszavasvári, posta     | 1 oda       | hétvégén                          |
| Budapest, Stadion aut. pu. – Beregsurány, aut. ford. | 1 vissza    | a hetek első munkanapján          |
| Budapest, Stadion aut. pu. – Beregsurány, aut. ford. | 1 oda       | a hetek utolsó előtti munkanapján |
| Budapest, Stadion aut. pu. – Beregsurány, aut. ford. | 1 pár       | a hetek utolsó munkanapján        |
| Budapest, Stadion aut. pu. – Beregsurány, aut. ford. | 1 vissza    | hétvégén                          |

## Megállóhelyei
| 0 | Budapest, Stadion autóbusz-pályaudvar végállomás | 0.0 km   | 1, 1A 75, 77, 80 95, 130, 195 901, 908, 908A, 918, 931, 931A, 956, 990 396, 397, 398, 399, 400, 402, 410, 411, 412, 413, 414, 415, 422, 424, 430, 432, 434, 435, 436, 437, 438, 439, 440, 441, 442, 485, 486 1020, 1021, 1024, 1031, 1034, 1040, 1044, 1045, 1046, 1049, 1050, 1052, 1053, 1054, 1066, 1067, 1068, 1069, 1070, 1075, 1076, 1077, 1078 |
| Az autóbuszok a budapesti megállókat Beregsurány felé csak felszállás, ellenkező irányban csak leszállás céljából érintik.   |                                                  |          | |
| 1 | Budapest, Kacsóh Pongrác út                      | 3.8 km   | 1, 1A, 3, 69 74, 81, 82 25, 32, 225 396, 397, 398, 399, 400, 402, 412, 413, 414, 415, 422, 424, 432, 433, 434, 435, 436, 437, 438, 439, 442 901, 918 1020, 1021, 1024, 1031, 1034, 1040, 1044, 1045, 1046, 1049, 1050, 1052, 1053, 1054, 1066, 1067, 1068, 1069, 1076                                                                                 |
| 2 | Budapest, Szerencs utca                          | 7.7 km   | 225 396, 397, 398, 399, 400, 402, 412, 413, 414, 415, 422, 424, 432, 433, 434, 435, 436, 437, 438, 439, 442 1020, 1021, 1024, 1031, 1034, 1040, 1044, 1045, 1046, 1049, 1050, 1052, 1053, 1054, 1066, 1067, 1068, 1069, 1076 |
| 3 | Tiszaújváros, autóbusz-állomás                   | 171.3 km | 1, 1A, 2, 3 1369, 1370, 1372, 1373, 1374, 1410, 1426, 1427 3731, 3733, 3737, 3739, 3744, 3745, 3752, 3952, 3960, 3963, 3965, 3966, 3967, 3968, 3969, 3970, 3971, 3974, 3975, 4008, 4009, 4240, 4241, 4484 vonatpótló – Tiszaújváros (89) |
| 4 | Polgár, autóbusz-váróterem                       | 180.8 km | 1369, 1370, 1372, 1373, 1374, 1410, 1426, 1427, 1450 3739, 3952, 3960, 4240, 4241, 4463, 4482, 4484, 4488 |
| 5 | Polgár, nyíregyházi útelágazás                   | 182.0 km | 1370, 1426, 1427 3952, 4240, 4241 |
| 6 | Tiszavasvári, posta vonalközi végállomás         | 204.6 km | 1370, 1426, 1427 3952, 4240, 4244, 4467 |
| Az autóbuszok a kék hátterű megállókat Beregsurány felé csak leszállás, ellenkező irányban csak felszállás céljából érintik. |                                                  |          | |
| 7 | Vásárosnamény vasútállomás                       | 300.7 km | 4209, 4211, 4259, 4261, 4301, 4303, 4304, 4306, 4310, 4316, 4319, 4370 személyvonat – Vásárosnamény (111, 116) |
| 8 | Vásárosnamény, Fő tér                            | 302.0 km | 4209, 4211, 4259, 4261, 4301, 4303, 4304, 4306, 4310, 4316, 4319, 4370 |
| 9 | Vásárosnamény, hídfő                             | 304.2 km | 4209, 4211, 4301, 4303, 4304, 4306, 4310 |
| 10 | Tákos, posta                                     | 312.0 km | 4211, 4304, 4306 |
| 11 | Csaroda, barabási elágazás                       | 314.4 km | 4211, 4304, 4306 |
| 12 | Beregsurány, iskola                              | 321.6 km | 4211, 4303, 4304, 4306, 4350 |
| 13 | Beregsurány, autóbusz-forduló végállomás         | 322.0 km | 4211, 4303, 4304, 4306, 4350 |